# Laguna Yaxtunilá
A  Laguna Yaxtunilá   é uma laguna localizada na Guatemala, cuja cota de altitude é de 110 metros acima do nível do mar. Localiza-se no departamento de El Petén, no município de Sayaxché.